# Dia Succari

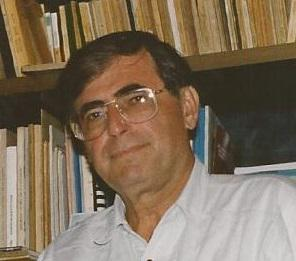
Dia Succari

Dia Succari (* 30. Juli 1938 in Aleppo; † 3. Dezember 2010 in Suresnes) war ein französischer Komponist und Musikpädagoge syrischer Herkunft.

## Leben
Dia Succari hatte als Kind Musik- und Geigenunterricht bei seinem Vater und bei Michael Boricenko. Im Alter von 13 Jahren ging er ans Pariser Konservatorium und studierte dort Musiktheorie bei Henri Challan, Noël Gallon, Marcel Bitsch und Jeanine Rueff, Komposition bei Tony Aubin und Olivier Messiaen und Dirigieren bei Robert Blot und Manuel Rosenthal. Zwischen 1967 und 2003 unterrichtete er an den Konservatorien von Damaskus, Saint-Denis, Suresnes und Paris, außerdem auch an der Sorbonne. Succari komponierte Kammermusik, Lieder und Chorwerke sowie Orchestermusik. In seinen Werken verbindet er traditionelle arabische mit westeuropäischer Musik.

## Diskografie
Die Diskographie von Dia Succari umfasst etwa zwanzig Alben. Zu den Interpreten gehört das Kammerorchester des französischen Rundfunk- und Fernsehbüros (ORTF) unter der Leitung von André Girard.
In Deutschland sind seine Werke 2010 bei Ashraf Kateb in Berlin erschienen:
- Dia Succari, composer from my Aleppo. Erschienen bei Kateb in Berlin, 2010 – Interpr.: Anne Salié [Kl]. Ziad Hakim [Kl]. Ulugbek Palvanov, [Kl]. Sevki Karayel, [Kl]. Xenia Kourkoumeli, [Kl]. Desislava Shtereva, [Kl]. Sibylle Briner, [Kl]. Katarina Pipovic-Misic, [Kl]. Daniela Hlinkova, [Kl]. Lala Issakowa, [Kl]. Vera Osmankulova, [Kl]. Pervez Mody, [Kl]. Jaques Ammon, [Kl]. Ramune Neris, [Kl]. Iwan Urlwalov, [Kl]. Sawami Kiyushi, [Kl]. Dania Al Tabbaa, [Kl]. Racha Arodaky, [Kl]. Gaswan Zerikly, [Kl]. Patrick Lechner, [Kl]. Dagmar Muñiz, [Kl]. Andrea Maggiora [Kl]